# Camp de l'Estoviada
El Camp de l'Estoviada és un paratge del terme municipal de Monistrol de Calders, al Moianès.
Està situat al nord-oest de la masia de Mussarra, a ponent de la Quintana de Mussarra. Les aigües del Camp de l'Estoviada van a afluir en el torrent del Molí del Menut just al costat de la Roca Giberta. Forma part de la zona, més extensa, de l'Estoviada de Mussarra.